# Solvatochromisme
Le solvatochromisme est la propriété d'une molécule à changer de couleur selon la polarité du solvant dans lequel elle est dissoute. On distingue le solvatochromisme négatif correspondant à un déplacement hypsochromique (i.e. vers les longueurs d'onde plus courtes), lors de l'augmentation de la polarité du solvant au solvatochromisme positif, relatif à un déplacement bathochromique (i.e. vers les longueurs d'onde plus longues). Le signe du solvatochromisme dépend de la différence du moment dipolaire entre l'état fondamental et l'état excité du chromophore.

## Règle de Kundt
La recherche d'une relation entre la nature du solvant et l'allure des spectres d'absorption électronique a conduit Kundt a proposer en 1878 la règle qui porte son nom. Kundt énonça que : « le maximum d'absorbance est déplacé vers les grandes longueurs d’onde lorsque l’indice de réfraction du solvant croit. »